# Ordonanță de urgență
Ordonanța de urgență este un act normativ emis de Guvern în situații extraordinare a căror reglementare nu poate fi amânată. Acest tip de act normativ constituie o formă prin care puterii executive din România (guvernului) i se atribuie drept legislativ, în speță acelea de a da legi, pe care în mod normal doar parlamentul are dreptul sa le adopte.
Prin natura sa, ordonanța de urgență ca act normativ ține de dreptul constituțional și de cel administrativ. Cu toate acestea, datorită importanței sale, aceasta interacționează și cu celelalte ramuri de drept. 

### Drept penal
Ordonanța de urgență poate fi un document extrapenal care să conțină anumite prevederi legate de aplicarea dreptului penal. Așadar, în sistemele juridice care apelează la legile cele mai favorabile (precum, de exemplu, cel român), ordonanțele de urgență mai favorabile adoptate în timpul judecării unui proces au întâietate în aplicare.

## Regim juridic

### România
Ordonanța de urgență este definită de art. 115 din Constituție, capitolul "delegarea legislativă". Ordonanța de urgență poate fi adoptată doar în situații "extraordinare, a căror reglementare nu poate fi amânată".
Ordonanța de urgență are tradiție și în vechile constituții ale României ("decret", "decret-lege") și este foarte controversată în cercurile discuțiilor teoretice despre separarea puterilor în stat. 
Înainte de adoptarea unei ordonanțe de urgență, Parlamentul necesită sesizat. Parlamentul poate aproba sau respinge proiectul de lege, însă acest fapt necesită făcut prin adoptarea unei noi legi prin care acesta se pronunță asupra proiectului sesizat. Dacă este cazul, Parlamentul se poate pronunța și prin menționarea măsurilor necesare cu privire la efectele juridice produse de ordonanță pe perioada în care aceasta se află în aplicare.
Spre deosebire de ordonanțele simple, ordonanța de urgență poate privi subiecte aflate în competența legilor organice. Cu toate acestea, aceasta necesită să fie aprobată de Parlament prin vot, care să cuprindă majoritatea membrilor acestuia (același tip de majoritate prezent și în cazul aprobării de către Parlamentul însuși a legilor organice).

### Legislație
- Constituția României, art. 115 Arhivat în 10 octombrie 2009, la Wayback Machine.;
- Codul penal al României, 2014.

### Jurispudență
- Bădescu, M; Drept constituțional și instituții politice; Curs universitar, București, editura Hamangiu, 2023;
- Constantin Palade - Caracterul politic al ordonanței de urgență[nefuncțională]
.